# Liste der Nummer-eins-Hits in Deutschland (1972)
Diese Liste enthält alle Nummer-eins-Hits in Deutschland im Jahr 1972. Es gab in diesem Jahr 16 Nummer-eins-Singles, so viele wie nie zuvor. Dieser Rekord wurde erst im Jahr 2001 übertroffen. In den Album-Charts schafften es sechs Alben an die Spitze.
| Singles | Alben |
| --- | --- |
| - Pop Tops: Mamy Blue - 10 Wochen (8. November 1971 – 16. Januar 1972) - Tony Christie: (Is This the Way To) Amarillo? - 1 Woche (17. Januar – 23. Januar) - Daisy Door: Du lebst in deiner Welt (Highlights of My Dreams) - 4 Wochen (24. Januar – 20. Februar) - Middle of the Road: Sacramento (A Wonderful Town) - 2 Wochen (21. Februar – 5. März, insgesamt 3 Wochen) - Tony Marshall: Komm gib mir deine Hand - 1 Woche (6. März – 12. März, insgesamt 2 Wochen) - Middle of the Road: Sacramento (A Wonderful Town) - 1 Woche (13. März – 19. März, insgesamt 3 Wochen) - Tony Marshall: Komm gib mir deine Hand - 1 Woche (20. März – 26. März, insgesamt 2 Wochen) - Windows: How Do You Do? - 8 Wochen (27. März – 21. Mai) - Juliane Werding: Am Tag, als Conny Kramer starb - 1 Woche (22. Mai – 28. Mai) - Daniel Boone: Beautiful Sunday - 1 Woche (29. Mai – 4. Juni, insgesamt 5 Wochen) - Christian Anders: Es fährt ein Zug nach Nirgendwo - 1 Woche (5. Juni – 11. Juni, insgesamt 2 Wochen) - Daniel Boone: Beautiful Sunday - 4 Wochen (12. Juni – 9. Juli, insgesamt 5 Wochen) - Christian Anders: Es fährt ein Zug nach Nirgendwo - 1 Woche (10. Juli – 16. Juli, insgesamt 2 Wochen) - Bata Illic: Michaela - 1 Woche (17. Juli – 23. Juli, insgesamt 2 Wochen) - T. Rex: Metal Guru - 1 Woche (24. Juli – 30. Juli) - Bata Illic: Michaela - 1 Woche (31. Juli – 6. August, insgesamt 2 Wochen) - Mouth & MacNeal: Hello-A - 1 Woche (7. August – 13. August, insgesamt 8 Wochen) - The Sweet: Little Willy - 1 Woche (14. August – 20. August) - Mouth & MacNeal: Hello-A - 7 Wochen (21. August – 8. Oktober, insgesamt 8 Wochen) - Hot Butter: Popcorn - 3 Wochen (9. Oktober – 29. Oktober) - The Sweet: Wig-Wam Bam - 8 Wochen (30. Oktober – 24. Dezember) - Wums Gesang: Ich wünsch' mir 'ne kleine Miezekatze - 9 Wochen (25. Dezember 1972 – 25. Februar 1973) | - Kompilation – Stars für uns – Hilfe für alle - 2 Monate (15. Dezember 1971 – 14. Februar 1972) - James Last – Non Stop Dancing 72 - 3 Monate (15. Februar – 14. Mai) - Deep Purple – Machine Head - 2 Monate (15. Mai – 14. Juli) - James Last – Non Stop Dancing 72/2 - 3 Monate (15. Juli – 14. Oktober) - Reinhard Mey – Mein achtel Lorbeerblatt - 1 Monat (15. Oktober – 14. November, insgesamt 2 Monate; → 1973) - Kurt Edelhagen – Olympia Parade - 2 Monate (15. November 1972 – 14. Januar 1973) |